# Le Mesnil-sur-Blangy
Le Mesnil-sur-Blangy è un comune francese di 182 abitanti situato nel dipartimento del Calvados nella regione della Normandia.

## Società

### Evoluzione demografica
Abitanti censiti